# 阿保経覧
阿保 経覧（あぼ の つねみ、生年不詳 - 延喜12年1月7日（912年1月28日））は、平安時代前期の貴族・歌人。勘解由次官・阿保今雄の子。官位は従五位下・主税頭。

## 経歴
主計権少属・民部録を経て、昌泰2年（899年）右少史に任ぜられると、父・今雄と同じく太政官の史を歴任し、延喜5年（905年）左大史に至る。またこの間、算博士を兼任している。
延喜7年（907年）外従五位下・主計助に叙任され、延喜11年（911年）主税頭に転じた。延喜12年（912年）正月7日に内位の従五位下に叙せられるが、同月17日に卒去。
勅撰歌人として、和歌作品が『古今和歌集』『新拾遺和歌集』に1首ずつ採録されている。また、延喜4年（904年）の日本紀講筵の竟宴に参加し、『日本紀竟宴和歌』にも和歌作品が収められている。

## 官歴
『古今和歌集目録』による。
- 寛平5年（893年） 7月23日：主計権少属
- 寛平10年（898年） 2月23日：民部録
- 昌泰2年（899年） 正月11日：右少史
- 昌泰3年（900年） 5月15日：兼算博士
- 昌泰4年（901年） 3月15日：左少史
- 延喜3年（903年） 正月11日：右大史
- 延喜5年（905年） 正月11日：左大史
- 延喜7年（907年） 正月7日：外従五位下。2月29日：主計助
- 延喜11年（911年） 9月16日：主税頭
- 延喜12年（912年） 正月7日：従五位下（内位）。正月17日：卒去

## 系譜
- 父：阿保今雄[2]
- 母：不詳
- 生母不詳の子女
  - 男子：阿保良経[3]